# Culcasia panduriformis
Culcasia panduriformis är en kallaväxtart som beskrevs av Adolf Engler och Kurt Krause. Culcasia panduriformis ingår i släktet Culcasia och familjen kallaväxter. IUCN kategoriserar arten globalt som livskraftig. Inga underarter finns listade.